# Pseudobonzia tangkanasingae
Pseudobonzia tangkanasingae är en spindeldjursart som beskrevs av Fuangarworn och Lekprayoon 2004. Pseudobonzia tangkanasingae ingår i släktet Pseudobonzia och familjen Cunaxidae. Inga underarter finns listade i Catalogue of Life.